# ألكسندر أرتيميف
الكسندر فلاديميروفيتش "ساشا" أرتيميف (الروسية: Александр Владимирович "Саша" Артемьев ، البيلاروسية: Аляксандр Уладзіміравіч Арцем'еў: مواليد 29 أغسطس 1985) هي لاعبة جمباز فنية أمريكية كان أرتيميف عضوًا في الفريق الأمريكي الحائز على الميدالية البرونزية في دورة الألعاب الأولمبية الصيفية 2008. إنه البطل القومي للولايات المتحدة لعام 2006. اشتهر بقدرته على ركوب حصان الحلق ، وهو بطل الولايات المتحدة لعامي 2007 و 2008 على حصان الحلق وفاز بالميدالية البرونزية في الحدث في بطولة العالم 2006.